# Farol de Cacilhas
O Farol de Cacilhas é um farol português já desactivado, localizado na margem sul do rio Tejo, no pontal de Cacilhas, Município de Almada, Distrito de Setúbal.
Torre cilíndrica com 12 metros de altura e 1,27 metros de diâmetro, em ferro fundido pintada de vermelho, com lanterna e varandim.

## História

### Cronologia
- 1886, 15 de janeiro - inauguração
- 1886, 9 de maio - instalação de sinal sonoro
- 1916 - apagado devido à 1ª Guerra Mundial
- 1918, 26 de dezembro - reacendimento
- 1925 - instalação de aparelho ótico de 4ª ordem (500mm)
- 1931 - instalação de sinal sonoro pneumático
- 1957 - electrificado
- 1978, 18 de maio - desactivação
- 1983 - deslocação para os Açores
- 1986 - activação no farol da Serreta
- 2004, junho - desactivação do farol da Serreta
- 2009, 18 de julho - recolocação em Cacilhas[2][3]

## Outras informações
- Farol inactivo
- Local aberto, torre fechada.